# لورا بولدريني
لورا بولدريني (بالإيطالية: Laura Boldrini)‏ (النطق الإيطالي: ‎[ˈlaura bolˈdriːni]‏؛ 28 أبريل 1961)، هي صحفية وسياسية إيطالية، والرئيسة السابقة لمجلس النواب الإيطالي. في السابق كانت المتحدثة الرسمية باسم المفوضية السامية للأمم المتحدة لشؤون اللاجئين (UNHCR).

## حياتها

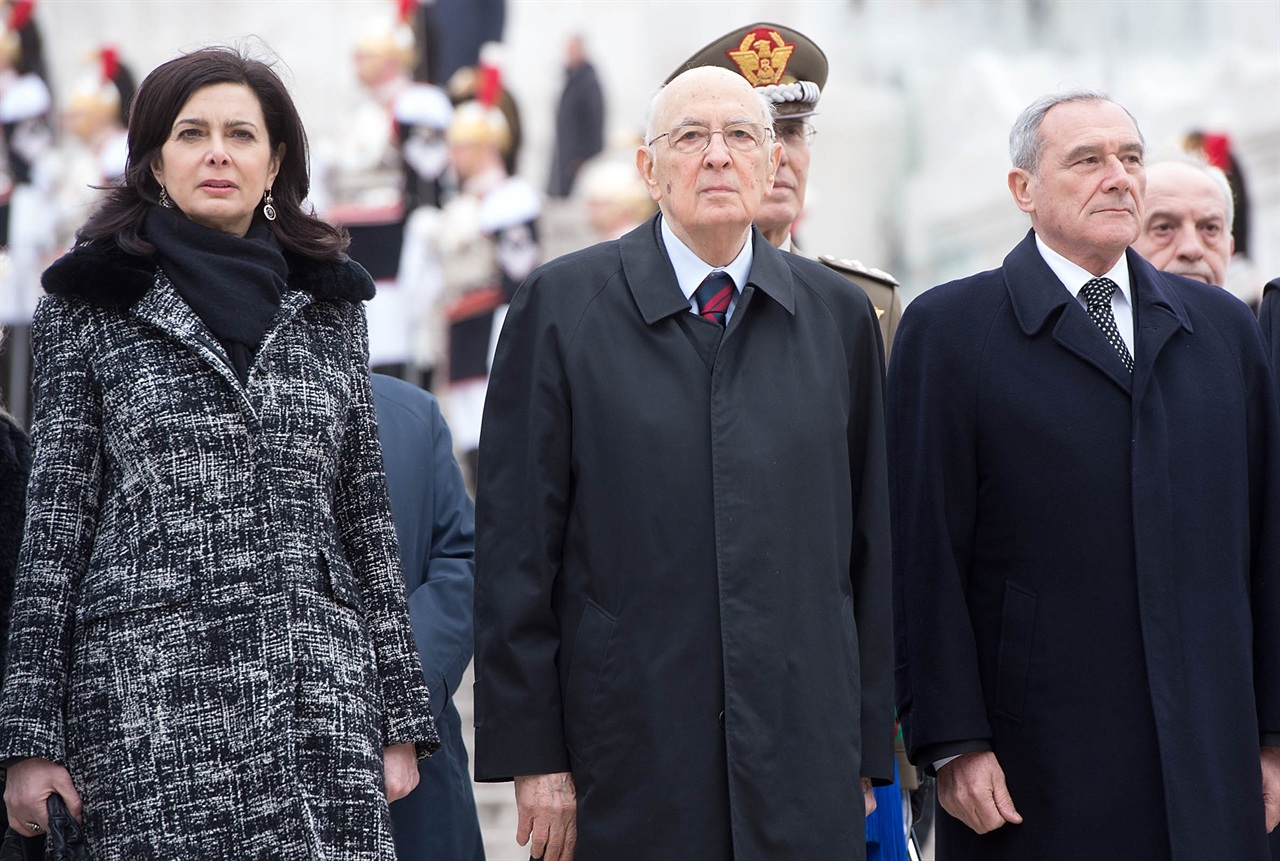
لورا بولدريني مع جورجو نابوليتانو وبياترو جراسو.

ولدت لورا بولدريني في ماشيراتا، ماركي. تخرجت بولدريني في القانون من جامعة روما سابينزا سنة 1985. بعدئذ عملت في شركة الإذاعة العامة الإيطالية راي. سنة 1989، عملت لأربع سنوات في منظمة الأغذية والزراعة للأمم المتحدة (FAO).
من 1993 إلى 1998 عملت في برنامج الأغذية العالمي (WFP) كمتحدثة رسمية باسم إيطاليا. من 1998 إلى 2012، أصبحت المتحدثة الرسمية باسم المفوضية السامية لشؤون اللاجئين (UNHCR)، حيث نسقت أيضا حملات إعلامية عامة في جنوب أوروبا. وفي السنوات الأخيرة تعاملت على وجه الخصوص مع تدفق المهاجرين واللاجئين في البحر الأبيض المتوسط. وشاركت في عدة بعثات إلى مناطق الأزمة، بما في ذلك يوغوسلافيا، أفغانستان، باكستان، العراق، إيران، السودان، القوقاز، أنغولا ورواندا.

## المشوار السياسي
انتخبت بولدريني كعضوة في مجلس النواب الإيطالي بعد الانتخابات البرلمانية 2013 كمرشحة مستقلة في قائمة حزب حرية البيئة اليسارية، ومثلت الدائرة الانتخابية الثانية لصقلية.
يوم 16 مارس 2013، وبعد اجتماع للحزب مع الحزب الديمقراطي، اقترح تقلد بولدريني منصب رئاسة مجلس النواب، وتم انتخابها في نفس اليوم بعد حصولها على 327 صوت من أصل 618. وأصبحت ثالث امرأة تتقلد هذا المنصب بعد نيلدي يوتي (1979–1992)، وإيريني بيفيتي (1994–1996).
اتخدت بولدريني موقفا حازما ضد «الأخبار المزيفة» معتقدة أنها تؤدي إلى أشكال من خطاب الكراهية. واقترحت أن يكون فيسبوك أكثر نشاطا في تنظيم هذه الأشكال من الأخبار. تعرضت بولدريني لعدة خطب الكراهية عبر الأنترنت وفي حياتها اليومية لدورها في مساعدة ودعم حقوق المهاجرين والمرأة.

## الأوسمة والتكريمات

### الأوسمة الوطنية
- إيطاليا: وسام استحقاق الجمهورية الإيطالية رتبة فارس، 26 فبراير 2004.[7]
- إيطاليا: مونتيكاسيانو: بريمادونا، 2008.[8]
- إيطاليا: ريناتو بينيديتو فابريزي، 2011.[9]

### الأوسمة الأجنبية
- ألبانيا: المواطن الفخري لمدينة كوكس.[10]
- ألبانيا: وسام إسكندر بك، 13 أكتوبر 2016 من قبل الرئيس الألباني بوجار نيشاني.[11][12]